# Rüdiger Pauli
Rüdiger Pauli, eigentlich Rüdiger Georg Pautzke (* 18. Dezember 1935 in Dramburg / Pommern; † 24. November 2001 in Flensburg), war ein deutscher Grafiker und Kunsterzieher.

## Leben
Paulis Eltern waren der Pastor Georg Pautzke (1905–1907) und dessen Frau, die gelernte Krankenschwester Elli Pautzke, geb. Greve (1905–1976). Pauli wuchs in Groß Spiegel (heute: Poźrzadło Wielkie), in der Nähe von Dramburg auf, wo sein Vater Pastor war. 1941 zog die Familie nach Steegen, wo Pauli ab 1942 die Volksschule besuchte. Anfang 1945 floh die Mutter mit den insgesamt vier Kindern nach Hamburg. Ab 1947 besuchte Rüdiger Pauli das Johanneum in Hamburg, bevor die Familie im selben Jahr nach Lübeck umzog. Dort ging er auf das Katharineum, wo er 1956 das Abitur ablegte. Anschließend studierte er an der Hamburger Kunstakademie bei Alfred Mahlau. 1961 wechselte er nach Berlin an die Hochschule für Bildende Künste, wo Mac Zimmermann sein Lehrer wurde. Hier entstanden erste Ruinen-Zeichnungen. Von 1963 bis 1964 absolvierte Pauli sein Referendariat an der Schiller-Schule in Berlin-Charlottenburg. 1964 folgte der Abschluss des zwischenzeitlich begonnenen Germanistik-Studiums. Mitte der 1960er Jahre nahm er seinen Künstlernamen Pauli an. 1965 ging Rüdiger Pauli als Studienassessor nach Hamburg, von 1966 bis 1967 nahm er einen Lehrauftrag für Zeichenunterricht am Pädagogischen Fachinstitut in Wiesbaden wahr. Anschließend unternahm er eine Reise nach Griechenland. Von 1967 bis 1969 lebte Pauli dann im Hansaviertel in Berlin, bevor er als Kunsterzieher an die Fachschule für Sozialpädagogik in Flensburg ging.
1978/79 reiste Pauli mehrmals nach Ligurien. 1979 wurde er auf eigenen Wunsch aus dem Beamtenverhältnis entlassen, arbeitete aber weiterhin im Angestelltenverhältnis als Kunsterzieher an der Flensburger Schule. 1980 erhielt er einen Lehrauftrag an der Fachhochschule für Gestaltung in Kiel, den er bis 1982 ausübte. 1984 entstanden großformatige Pastellzeichnungen vom Abriss des Flensburger Kinos Colosseum, hierbei arbeitete er mit seinem Freund, dem Flensburger Künstler Christoph Wiegand zusammen. 1987 ließ Pauli sich erneut vom Schuldienst beurlauben und unternahm verschiedene Studienreisen. 1989, 1990 und 1991 reiste er auf Einladung von Christoph Wiegand nach Singapur, wo zahlreiche Bilder und Zeichnungen entstanden. 1991 nahm Pauli am „Realistensymposium“ in Flensburg teil, das vom Schiffahrtsmuseum Flensburg ausgerichtet wurde. Von Pauli und anderen Künstlern entstanden Zeichnungen im Flensburger Hafen- und Werftgelände. Von 1995 bis 1996 erschien in der Schleswig-Holsteinischen Landeszeitung die Serie „Expeditionen durch Schleswig-Holstein. Reisen in ein unbekanntes Land“ mit Texten von Uwe Herms und Zeichnungen von Rüdiger Pauli.
2001 starb Rüdiger Pauli, einen Tag, nachdem er auf dem Weg zum Joggen in seinem Auto zusammengebrochen war. Rüdiger Pauli liegt auf dem Dorfkirchhof von Munkbrarup begraben.

## Ausstellungen
- 1971: Einzelausstellung in der Kleine(n) Galerie Flensburg des Ehepaars Christa und Ekkehard Thieme
- 1972: Einzelausstellung in der Galerie Rero (Renate und Rolf Sturm), Berlin
- 1972: Teilnahme an der Ausstellung „... sonst ist alles in Ordnung“, Schleswig-Holsteinisches Landesmuseum, Schleswig
- 1974ff: Teilnahme an der Landesschau Schleswig-Holsteinischer Künstler
- 1975, 1978, 1979: Einzelausstellung Galerie Stekhoven, Westensee
- 1975: Einzelausstellung Galerie Beckmann, Garding
- 1976: Einzelausstellung Galerie Oestmann, Lübeck
- 1977: Einzelausstellung Städtisches Museum Flensburg
- 1978: Einzelausstellung Galerie Michael Strobl, Lübeck
- 1979: Einzelausstellung im Kunsthaus Lübeck und in der Galerie Pflughaupt, Trappenkamp
- 1979: Teilnahme an Gruppenausstellungen der Kunsthalle Kiel, des Schleswig-Holsteinischen Landesmuseums, Schleswig (Schloss Gottorf), des Bilderhaus', Frankfurt am Main und des Kupferstichkabinetts der Veste Coburg
- 1983: Einzelausstellung Galerie Kruse, Flensburg
- 1985–1987: Teilnahme an der Ausstellung „Natur und Naturzerstörung in der schleswig-holsteinischen Kunst der letzten 200 Jahre“, gezeigt in Kiel, Flensburg, Lübeck und Hamburg-Altona
- 1988: Ausstellungen in Schleswig, Mannheim, in der Kunsthalle Lübeck und im Kulturamt von Albenga
- 1989: Teilnahme an der Ausstellung „Thalatta, Thalatta! Das Strandbild im Zeitalter des Massentourismus“, Ostdeutsche Galerie Regensburg
- 1990: Einzelausstellung in der APA-Villa, Emerald Hill Road in Singapur
- 1991–1993: Ausstellungen in Altholzkrug bei Flensburg, Kiel, Halebüll bei Husum, Flensburg, Kleinsassen, Itzehoe, Hamburg
- 1993: Einzelausstellung: „Rüdiger Pauli: Durchsichtige Architekturen“, Palais Rastede
- 1994: Gruppenausstellung in der Galerie Kruse, Flensburg
- 1996: Gruppenausstellung „Künstler für amnesty international“ im Burgkloster Lübeck
- 1997: Einzelausstellung, Bürgerhaus Ahrensbök
- 2003: Retrospektive Rüdiger Pauli (1935–2001), Museumsberg Flensburg

## Publikationen
- Rüdiger Pauli: Zeichnungen, Aquarelle, Radierungen, Lithographien; Ausstellung im Städt. Museum Flensburg, 27. März–30. April 1977. Kunstverein Flensburg, Flensburg 1977.
- zusammen mit Christoph Wiegand: Colosseum: ein Abriß wie im Bilderbuch; Zeichnungen von Rüdiger Pauli und Christoph Wiegand. Flensburg 1985.
- Singapore sketches. Apa Villa, Singapore, Singapur 1990, ISBN 978-981-00-2307-2

- Lithographien. Pictus-Verlag, Halebüll 1991 (Edition Galerie Lüth; 8).
- THAI-break. Reiseskizzen aus Thailand. Kunsthaus Lübeck, Lübeck 1993, ISBN 3-923475-30-6.